# Union (hrabstwo Pierce)
Union – miasto w Stanach Zjednoczonych, w stanie Wisconsin, w hrabstwie Pierce.